# Sergej Fedortsjoek

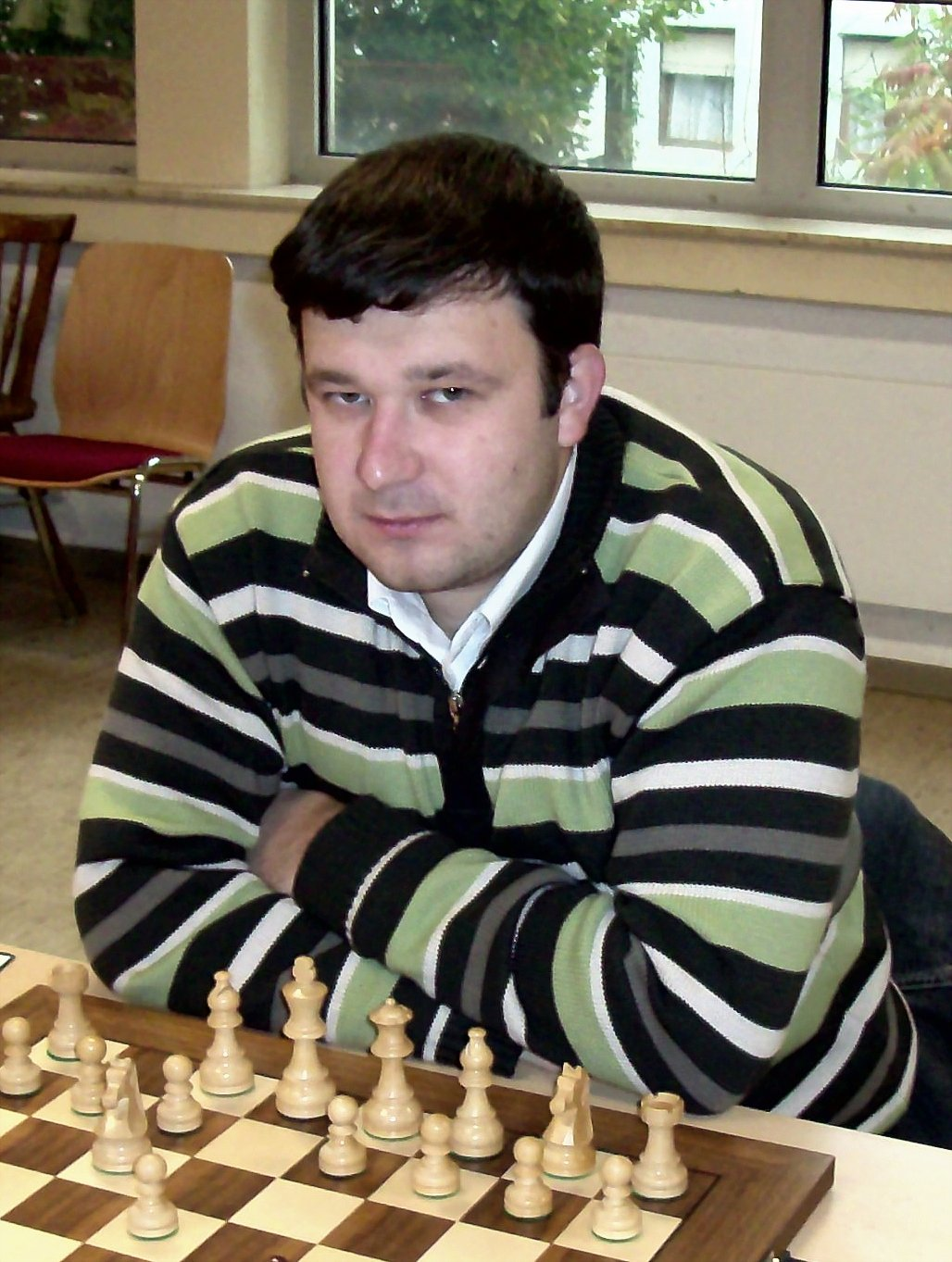
Fedortsjoek in 2008

Sergej Anatolijovitsj Fedortsjoek (Oekraïens: Сергій Анатолійович Федорчук) (Vinnytsja, 14 maart 1981) is een Oekraïense schaker. Hij is sinds 2002 een grootmeester (GM).  

## Schaakcarrière
- In 1995 won Fedortsjoek het Europees jeugdkampioenschap schaken in de categorie tot 14 jaar.
- In 2002 werd hij grootmeester.
- In mei 2005 won hij het zevende open Vila de Salou in Spanje met 7 pt. uit 9. De Bulgaar Atanas Kolev werd met 7 punten tweede en de Rus Vladimir Boermakin werd derde met 5.5 punt.
- In augustus 2005 eindigde Fedortsjoek in het Solsones open met 7 pt. uit 9 op een gedeelde eerste plaats.
- Van 24 augustus t/m 2 september 2005 speelde hij mee in het knock-outtoernooi om het kampioenschap van Oekraïne in Rivne dat door Aleksandr Aresjtsjenko gewonnen werd.
- In oktober 2005 werd in Barcelona het Barcelonagrootmeestertoernooi na de tie-break met 4 pt. uit 5 gewonnen door Vasyl Ivantsjoek. Fedortsjoek eindigde met twee punten op de vierde plaats.
- In 2006 won hij een rapidtoernooi in het Spaanse Banyoles[1] en werd gedeeld eerste met Gabriel Sargissian en Tigran L. Petrosjan op het 8e Dubai Open toernooi.[2]
- In 2008 werd hij gedeeld 1e–8e met Vugar Gashimov, David Arutinian, Yuriy Kryvoruchko, Konstantin Chernyshov, Andrei Deviatkin, tienvoudig kampioen van Griekenland Vasilios Kotronias en Erwin l'Ami in het Cappelle-la-Grande Open toernooi.[3]
- In april 2008 stond hij 51e op de wereldranglijst van de FIDE, zijn hoogste positie.
- In 2009 eindigde hij gedeeld 1e–2e met de Kazachstaanse grootmeester Murtas Kazhgaleyev in het kampioenschap van de stad  Parijs[4] en werd eerste in Nantes.[5]
- Door zijn 14e plaats op het Europees kampioenschap schaken in Budva in 2009 kwalificeerde hij zich voor de wereldbeker schaken in 2009. Ook in 2013 was hij deelnemer bij de wereldbeker schaken.
- In 2012 en 2014 won hij het kampioenschap van de stad  Parijs[6][7]
- In 2013 werd Fedortsjoek op het Cappelle-la-Grande Open gedeeld 1e–8e met de GMs Sanan Sjugirov, Parimarjan Negi, Maxim Rodshtein, Eric Hansen, Vlad-Cristian Jianu, Alexei Fedorov en Yuri Vovk.
- Fedortsjoek won in 2013 en 2017 het Daniël Noteboom-toernooi.
- In februari 2014 werd hij gedeeld eerste met Baadur Jobava en Mikhailo Oleksienko, vervolgens tweede na tie-break, op het David Bronstein Memorial in Minsk.[8] In hetzelfde jaar won hij het Vladimir Petrov Memorial, een rapidtoernooi in Jūrmala, Letland.[9]
- In 2019 won Fedortsjoek met 7 pt. uit 9 het eerste Barreau de Paris GM.[10]

## Schaakteams
In 2013 speelde Fedortsjoek bij de Europese schaakkampioenschappen voor landenteams, in Warschau, aan het reservebord van het Oekraïense team.
In de Duitse bondscompetitie speelde hij van 2006 tot 2012 voor SC Remagen, sinds 2014 voor SC Viernheim (aanvankelijk in de 2e klasse, sinds 2018 in de eerste klasse). In de Franse bondscompetitie is hij actief voor Metz Fischer, hij speelde ook voor Évry Grand Roque, waarmee hij in 2009 kampioen van Frankrijk werd. Het kampioenschap van België won Fedortsjoek in 2008 met Vliegend Peerd Bredene en in 2010 met KSK 47 Eynatten; ook speelde hij in België voor KSK Rochade Eupen-Kelmis. 
 
Hij was ook actief in de schaakcompetities van Oekraïne (in 2000 voor Mriya Grandmaster School Kiev), Polen (van 2005 tot 2008 voor JKSz MCKiS Jaworzno), Spanje (in 2011 voor CCA CajaCanarias Santa Cruz en sinds 2016 voor Mérida Patrimonio de la Humanidad) en Tsjechië (van 2003 tot 2005 voor ŠK Mahrla Prag).